# El Gato del Río
El Gato del Rio es una obra del pintor y escultor Hernando Tejada la cual donó a la ciudad de Cali,  Colombia, y que fue instalada en la ribera del río tutelar de la ciudad, en el sector noroeste de la ciudad, conocido como Normandía. Con el paso del tiempo se ha convertido en uno de los monumentos más emblemáticos de la ciudad, junto con la estatua de Sebastián de Belalcázar y el Cerro de Cristo Rey.

## Historia
En el año de 1996 se inició un plan de embellecimiento y recuperación de la ribera del Río Cali, que incluyó la adecuación de un espacio para el monumento donado por Tejada. La escultura fue fundida en bronce a gran escala en la ciudad de Bogotá, en el taller de Rafael Franco. para su transporte a la ciudad, tuvo que ser desmontado el techo del taller. El monumento fue ubicado sobre la llamada 'Avenida del Río' en la intersección con la Calle 4° Oeste, en un sitio de alta actividad comercial y de esparcimiento nocturno. Fue inaugurado el 3 de julio de 1996.

### Las novias del Gato
Diez años después de inaugurado el monumento, en el mes de octubre de 2006 la Cámara de Comercio de Cali lideró una iniciativa de recuperación no solo del monumento, sino también de sus alrededores. Para ello promovió la exhibición de una colección de quince esculturas complementarias, todas con la misma base estructural pero pintadas y decoradas por artistas plásticos. La iniciativa llamada 'las novias del gato' promovía además la adecuación de un parque alrededor del monumento original. En el diseño de las gatas participaron reconocidos artistas colombianos como Maripaz Jaramillo y Omar Rayo.
Allí se aprecian las siguientes gatas, que son más de las quince antes mencionadas, debido a que se han ido agregando nuevas gatas realizadas por otros artistas:
| Nombre de la gata               | Autor                                                 | Imagen |
| ------------------------------- | ----------------------------------------------------- | ------ |
| Anabella, la gata súperestrella | Diego Pombo                                           |        |
| No hay gato                     | Wilson Díaz                                           |        |
| Yara, la diosa de las aguas     | María Teresa Negreiros                                |        |
| Ilustrada                       | Lucy Tejada Saenz                                     |        |
| Vellocino de Oro                | José Horacio Martínez                                 |        |
| Sucia                           | Rosemberg Sandoval                                    |        |
| Gachuza                         | Ángela Villegas                                       |        |
| Ceremonial                      | Pedro Alcántara Herrán                                |        |
| Entrañable                      | Ever Astudillo                                        |        |
| Coqueta                         | Maripaz Jaramillo                                     |        |
| Bandida                         | Nadin Ospina                                          |        |
| Presa                           | Omar Rayo                                             |        |
| Gata en cintas                  | Cecilia Coronel                                       |        |
| Mac                             | Mario Gordillo                                        |        |
| Siete Vidas                     | Melqui David Barrero Mejía                            |        |
| Fogata                          | Roberto Molano González                               |        |
| Cálida                          | Emilio Hernández Villegas y Alejandro Valencia Tejada |        |
| Kuriyaku, gata vigía del río    | Carlos Jacanomijoy                                    |        |
| Engállame la gata               | Ana María Millán Strohbach                            |        |
| "La Gata Dormida - Aquí y Allá" | Adriana Arenas Ilian                                  |        |
| Dulce                           | Fabio Melecio Palacio                                 |        |
| Melosa                          | Pablo Guzmán                                          |        |
| Frágil                          | Juan José Gracia Cano                                 |        |
| Decorativa                      | Lorena Espitia                                        |        |